# Trichocentrum
Trichocentrum es un género de nueva formación a partir de especies antes incluidas en el género Oncidium de orquídeas. Las inflorescencias de estas plantas son ramificadas y con flores múltiples (menos abundantes que en el género Oncidium). Son originarias de América tropical.

## Descripción
Morfológicamente, se debe diferenciar el género Trichocentrum de otros géneros presentes en el clado del mismo nombre, esto es, de Cohniella, Lophiaris, Lophiarella, Saundersia y Grandiphyllum. En tal caso se distinguen algunos rasgos morfológicos:
- Pseudobulbos: unifoliados, inonspicuos y bilateralmente comprimidos. 
- Hojas: conduplicadas, coriáceas o algo carnosas.
- Inflorescencia: más corta que la hoja acompañante, pendular, generalmente con 1 a 4 flores.
- Tépalos: subsimilares, glabros o lisos.
- Labelo: ovado a elíptico, más o menos inciso apicalmente; callo simple o con pocos lóbulos; espolón basal cilíndrico, alargado o saciforme.
- Ginostemo: alargado, suavemente curvado hacia el ápice, bastante robusto; parte de la columna aproximadamente 4 veces más larga que la antera, fusionada en su mitad inferior con el labelo, ligeramente comprimida dorsiventralmente, con dos grandes alas ampliamente extendidas cerca de la antera, alas enteras o irregularmente fimbriadas.
- Antera: subapical, erecta, operculada, ligeramente aplanada lateralmente en el ápice, oblonga-elipsoide, débilmente bicelular.
- Pólinias: dos, oblicuamente obovoides a obovoides-elipsoides, dorsiventralmente comprimidas, casi planas, duras, divididas en el ápice.
- Clinandrio: generalmente prominente, formando una estructura estrecha en forma de collar que rodea la base de la antera.
- Estigma: grande, elíptico, cóncavo.
- Rostelo: erecto, redondeado; remanente bilobulado en el centro, ligeramente cóncavo entre los lóbulos agudos.
- Viscidio: único, bastante grande, oblongo a ovoide-elipsoide, grueso, pegajoso en la superficie externa.
- Tégula: única, oblonga-obtriangular, delgada, laminar.

## Distribución geográfica
Las Trichocentrum son un género con más de 90 especies de orquídeas aceptadas procedentes de las regiones tropicales desde el sur de la Florida, México, Centroamérica, el Caribe y gran parte de Sudamérica.

## Etimología
El nombre genérico Trichocentrum se refiere a la presencia de un espolón delgado y flexuoso. Dada su forma, el nombre proviene de las palabras griegas trichos, que significa cabello, y kentron, que significa espuela. No obstante, esta característica no se comparte por otras especies de este género en las que se puede observar una diferente morfología del espolón, siendo en ocasiones grueso y giboso, plurilobulado, saciforme o claviforme. Estas diferencias también se asocian con rasgos florares y micromorfológicos distintivos.

## Especies deTrichocentrum

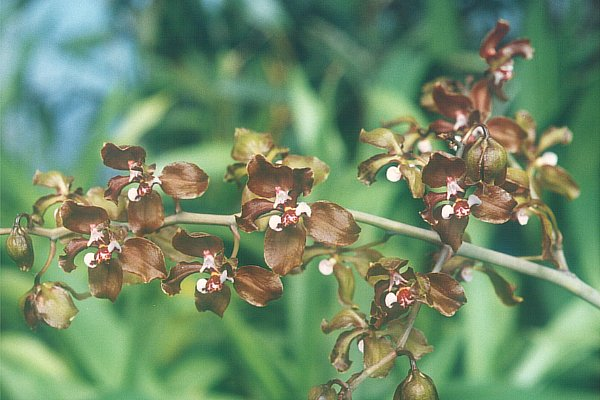
Trichocentrum microchilum

Actualmente se han propuesto un poco más de 100 especies con 90 de ellas aceptadas y nombradas:
1. Trichocentrum aguirrei (Königer) M.W.Chase & N.H.Williams
2. Trichocentrum albococcineum Linden
3. Trichocentrum allenii (Kolan. & Szlach.) J.M.H.Shaw
4. Trichocentrum andreanum (Cogn.) R.Jiménez & Carnevali
5. Trichocentrum andrewsiae (R.Jiménez & Carnevali) R.Jiménez & Carnevali
6. Trichocentrum ascendens (Lindl.) M.W.Chase & N.H.Williams
7. Trichocentrum aurisasinorum (Standl. & L.O.Williams) M.W.Chase & N.H.Williams
8. Trichocentrum ayacuchense J.M.H.Shaw
9. Trichocentrum bellanianum (Königer) J.M.H.Shaw
10. Trichocentrum bicallosum (Lindl.) M.W.Chase & N.H.Williams
11. Trichocentrum binotii (Pabst) J.M.H.Shaw
12. Trichocentrum biorbiculare (Balam & Cetzal) R.Jiménez & Solano
13. Trichocentrum brachyceras Schltr.
14. Trichocentrum brachyphyllum (Lindl.) R.Jiménez
15. Trichocentrum brenesii Schltr.
16. Trichocentrum brevicalcaratum C.Schweinf.
17. Trichocentrum caatingaense (Cetzal, V.P.Castro & Marçal) J.M.H.Shaw
18. Trichocentrum caloceras Endrés & Rchb.f.
19. Trichocentrum candidum Lindl.
20. Trichocentrum capistratum Linden & Rchb.f.
21. Trichocentrum × carbonoi (Yepes-Rapelo & Cetzal) J.M.H.Shaw
22. Trichocentrum carthagenense (Jacq.) M.W.Chase & N.H.Williams
23. Trichocentrum cavendishianum (Bateman) M.W.Chase & N.H.Williams
24. Trichocentrum cebolleta (Jacq.) M.W.Chase & N.H.Williams
25. Trichocentrum cepula (Hoffmanns.) J.M.H.Shaw
26. Trichocentrum christensonianum (Kolan. & Szlach.) J.M.H.Shaw
27. Trichocentrum chrysops (Rchb.f.) Soto Arenas & R.Jiménez
28. Trichocentrum × cicyi (Cetzal & Carnevali) J.M.H.Shaw
29. Trichocentrum cosymbephorum (C.Morren) R.Jiménez & Carnevali
30. Trichocentrum crispiflorum (Schltr.) Bogarín
31. Trichocentrum × crispiluridum (Cetzal, N.Cash-Arcía & E.Mó) J.M.H.Shaw
32. Trichocentrum croatii (Kolan. & Szlach.) J.M.H.Shaw
33. Trichocentrum croizatii (Cetzal & Carnevali) J.M.H.Shaw
34. Trichocentrum cymbiglossum Pupulin
35. Trichocentrum dianthum Pupulin & Mora-Ret.
36. Trichocentrum estrellense Pupulin & J.B.García
37. Trichocentrum flavovirens (L.O.Williams) M.W.Chase & N.H.Williams
38. Trichocentrum × francoi (Cetzal & Carnevali) J.M.H.Shaw
39. Trichocentrum fuscum Lindl.
40. Trichocentrum × haematochilum (Lindl. & Paxton) M.W.Chase & N.H.Williams
41. Trichocentrum helicanthum (Kraenzl.) J.M.H.Shaw
42. Trichocentrum hoegei Rchb.f.
43. Trichocentrum ionopthalmum Rchb.f.
44. Trichocentrum johnii (Oppenheim) M.W.Chase & N.H.Williams
45. Trichocentrum jonesianum (Rchb.f.) M.W.Chase & N.H.Williams
46. Trichocentrum lacerum (Lindl.) J.M.H.Shaw
47. Trichocentrum lanceanum (Lindl.) M.W.Chase & N.H.Williams
48. Trichocentrum leeanum Rchb.f.
49. Trichocentrum leptotifolium (Cetzal & Carnevali) R.Jiménez & Solano
50. Trichocentrum lindenii (Brongn.) M.W.Chase & N.H.Williams
51. Trichocentrum × lindeoerstedii (Cetzal & Carnevali) J.M.H.Shaw
52. Trichocentrum longicalcaratum Rolfe
53. Trichocentrum longifolium (Lindl.) R.Jiménez
54. Trichocentrum lowii (Rolfe) M.W.Chase & N.H.Williams
55. Trichocentrum loyolicum Pupulin, Karremans & G.Merino
56. Trichocentrum luridum (Lindl.) M.W.Chase & N.H.Williams
57. Trichocentrum × lurigenense (Cetzal & Carnevali) J.M.H.Shaw
58. Trichocentrum × lurilindenii (Carnevali & Cetzal) J.M.H.Shaw
59. Trichocentrum macrocebolletum (Cetzal & Carnevali) J.M.H.Shaw
60. Trichocentrum margalefii (Hágsater) M.W.Chase & N.H.Williams
61. Trichocentrum × marvraganii (Lückel) M.W.Chase & N.H.Williams
62. Trichocentrum microchilum (Bateman ex Lindl.) M.W.Chase & N.H.Williams
63. Trichocentrum moreniorum Pupulin & Mor.-Pareja
64. Trichocentrum morenoi (Dodson & Luer) M.W.Chase & N.H.Williams
65. Trichocentrum nanum (Lindl.) M.W.Chase & N.H.Williams
66. Trichocentrum natalieae (Balam & Carnevali) R.Jiménez & Solano
67. Trichocentrum neudeckeri Königer
68. Trichocentrum nudum (Bateman ex Lindl.) M.W.Chase & N.H.Williams
69. Trichocentrum obcordilabium Pupulin
70. Trichocentrum oerstedii (Rchb.f.) R.Jiménez & Carnevali
71. Trichocentrum × oersteluridum (Cetzal & Balam) J.M.H.Shaw
72. Trichocentrum oestlundianum (L.O.Williams) M.W.Chase & N.H.Williams
73. Trichocentrum orthoplectron Rchb.f.
74. Trichocentrum panduratum C.Schweinf.
75. Trichocentrum pendulum (Carnevali & Cetzal) R.Jiménez & Solano
76. Trichocentrum perezii Beutelsp.
77. Trichocentrum pfavii Rchb.f.
78. Trichocentrum popowianum Königer
79. Trichocentrum porphyrio Rchb.f.
80. Trichocentrum pulchrum Poepp. & Endl.
81. Trichocentrum pumilum (Lindl.) M.W.Chase & N.H.Williams
82. Trichocentrum pupulinianum Bogarín & Karremans
83. Trichocentrum purpureum Lindl. ex Rchb.f.
84. Trichocentrum × quintanarooense (Cetzal & Carnevali) J.M.H.Shaw
85. Trichocentrum recurvum Lindl.
86. Trichocentrum schrautianum (Königer) J.M.H.Shaw
87. Trichocentrum schwambachiae (V.P.Castro & Toscano) Meneguzzo
88. Trichocentrum sierracaracolense (Cetzal & Balam) R.Jiménez & Solano
89. Trichocentrum silverarum (Carnevali & Cetzal) J.M.H.Shaw
90. Trichocentrum splendidum (A.Rich. ex Duch.) M.W.Chase & N.H.Williams
91. Trichocentrum sprucei (Lindl.) M.W.Chase & N.H.Williams
92. Trichocentrum stacyi (Garay) M.W.Chase & N.H.Williams
93. Trichocentrum stramineum (Bateman ex Lindl.) M.W.Chase & N.H.Williams
94. Trichocentrum tapiae (Balam & Carnevali) J.M.H.Shaw
95. Trichocentrum × teaboanum (R.Jiménez, Carnevali & J.L.Tapia) R.Jiménez & Carnevali
96. Trichocentrum tenuiflorum Lindl.
97. Trichocentrum tigrinum Linden & Rchb.f.
98. Trichocentrum ultrajectinum (Pulle) J.M.H.Shaw
99. Trichocentrum undulatum (Sw.) Ackerman & M.W.Chase
100. Trichocentrum viridulum Pupulin
101. Trichocentrum yucatanense (Cetzal & Carnevali) R.Jiménez & Solano
102. Trichocentrum yuroaense (Kolan. & Szlach.) J.M.H.Shaw

## Cultivo
Como otras orquídeas, requieren un cierto grado de humedad y abundante movimiento de aire. El riego debe de ser por la mañana para asegurar la total evaporación del agua de las hojas al caer la noche. El agua preferiblemente de lluvia o agua destilada, pero siempre de baja alcalinidad. La mayoría de los miembros de esta familia también requieren abundante luz para florecer adecuadamente por lo que en zonas de poca luz en época de floración se les puede suplementar con focos de luz.
Recordar que estas orquídeas requieren terreno seco, no empapado, entre riegos.

## Referencias

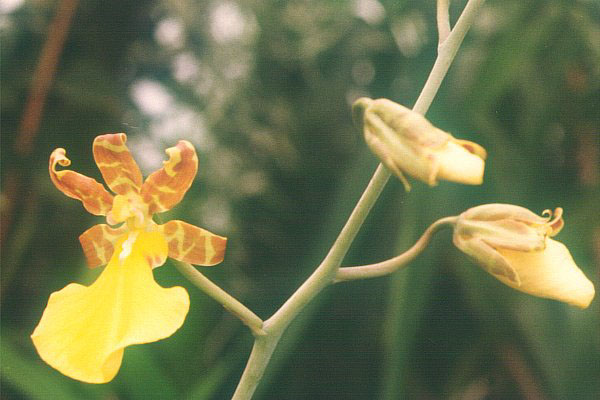
Trichocentrum splendidum